# Poephila
Poephila är ett fågelsläkte i familjen astrilder inom ordningen tättingar. Släktet omfattar tre arter som alla förekommer i Australien:
- Stenknäcksastrild (Poephila personata)
- Långstjärtad astrild (Poephila acuticauda)
- Bältesastrild (Poephila cincta)